# ヤーン・コラール
ヤーン・コラール（チェコ語Ján KollárまたはJan Kollár、スロバキア語Ján Kollár、1793年7月29日 - 1852年1月24日）は19世紀前半スロバキア生まれの詩人、ルター派の聖職者、学者（考古学者・言語学者）。汎スラヴ主義、初期「民族再生運動」を代表する一人。ペンネームはČechobratr Protištúrsky。

## 概要
コラールは、スロバキア人の民族運動に早い段階で参入した一人である。ただし作品のほとんどをチェコ語で書いた（その意味するところは後述する）。思想的にはスラブ諸民族の言語的・文化的・政治的関連性を主張し、独自の「＜スラヴ相互交流＞理念」を生み出した。その中で、スラヴ諸語のうちロシア語、ポーランド語、チェコスロバキア語、イリリア語（＝セルビア・クロアチア語）の4つを標準言語と認めた。また、詩作の代表はソネット「女神スラーヴァの娘」（Slávy dcera）（1824年）。スロバキアの詩とヨハン・ゴットフリート・ヘルダー、クレメンス・ブレンターノアヒム・フォン・アルニムの作品のモデルとなった歌の収集、「スラヴ諸種族と諸方言間の文学上の相互交流について」O literární vzájemnosti mezi kmeny a nářečími slavskĭmi」(1837年)はヨーロッパでスラブの歴史および文化に対する興味を起こし、現在まで続くスラブ諸民族の国民形成運動の礎となった。彼の汎スラヴ主義の見解は、生前から一部分批評されていた。

## 生涯
コラールの生涯は、転居に合わせて3つの時期に分けられる。1793年に（現在の中部スロヴァキアに位置する）小都市モショウツェ（en:Mošovce）に生まれ、バンスカー・ビストリツァの福音派ギムナジウムとプレシュポロク（現ブラチスラヴァ）のルター派のリセで神学と哲学を学んだ。続いて1817年 - 19年、ドイツのイェーナ大学に進んで神学を専攻した。滞在中にヴァルトブルクで催された宗教改革300年記念祭を目の当たりにし、ドイツ民族主義の高揚に触れたことは後の人生に大きな影響を与えた。ここまでが第一期に当たる。

続く第二期は、ペシュト（現ブダペシュト）で福音派教会の牧師を務めた時期で、30年間に及ぶ。主要な著作を執筆することとなるが、おおまかに分けて詩作品（上記の『女神スラーヴァの娘』ほか）、『説教集』など、そして「民族再生運動」または「文芸復興」に関するものに分けられる。

最後の第三期はウィーンで過ごした晩年（1849年 - 1852年）であり、ウィーン大学の教授（スラヴ古代学）職に就いた。また、ウィーン政府の求めにより、スロバキア人に関する問題（民族教育、教会組織）の顧問を務めた。

## 「スラヴ相互交流」の思想
19世紀前半の東欧では「民族再生（復興）運動」と呼ばれる思想潮流が広くみられたが、コラールはその初期段階を代表する一人である。コラールは、スラヴ人全体が単一の「スラヴ民族」を構成すると考えたが、諸族に分かれて暮らしている現状を踏まえたうえでその一体性を強調した点が特色である。
上記のように彼は、ロシア、ポーランド、イリリア、チェコスロヴァキアの4つを主要民族・言語と位置づけ、一つのスラヴ意識を高めることで世界史上の大きな使命を果たすことができると主張した。しかし1830年代には、個々のスラヴ民族が独自の民族運動を進めたために「統一体としてのスラヴを否定」する方向へと転じた。
そこで4つの「文語」の発展を通して、相互の文化的交流を重視することとなった。「民族再生運動」では歴史への関心と並んで、「文章語」及び「正書法」の確立が重視された点からしても、コラールがその一翼を担っていたことがわかる。
だが、コラールが直接関わったスロヴァキア語の標準化、およびそのチェコ語との関係は複雑な経過をたどった。
先陣を切ったアントン・ベルノラークの文語改革は「ベルノラーク語 bernoláčiná」を生み出したが、一方で従来の「聖書チェコ語 čeština-bibličtina」を支持する勢力も残り、意見が分かれた。コラールは聖書チェコ語を支持しつつ、スロヴァキア的要素も取り込んだ「共通スラヴ語」の成立を考えていた。

## 没後
モロショヴツェの彼の博物館は生家の元の穀物倉に1974年に設置された。コラールの木造の生家で現在残っているのは穀物庫だけであり、残りの部分は1863年8月16日の火事で全焼した。

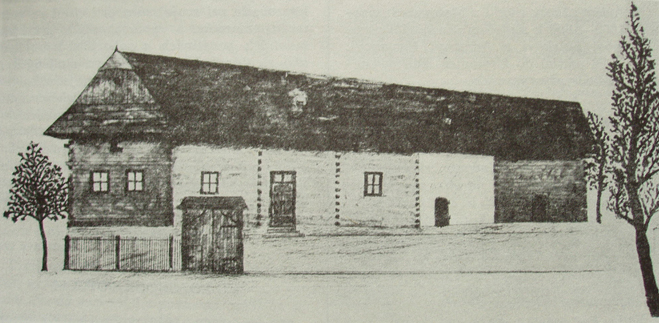
Das Geburtshaus von Ján Kollár in Mošovce

## ギャラリー

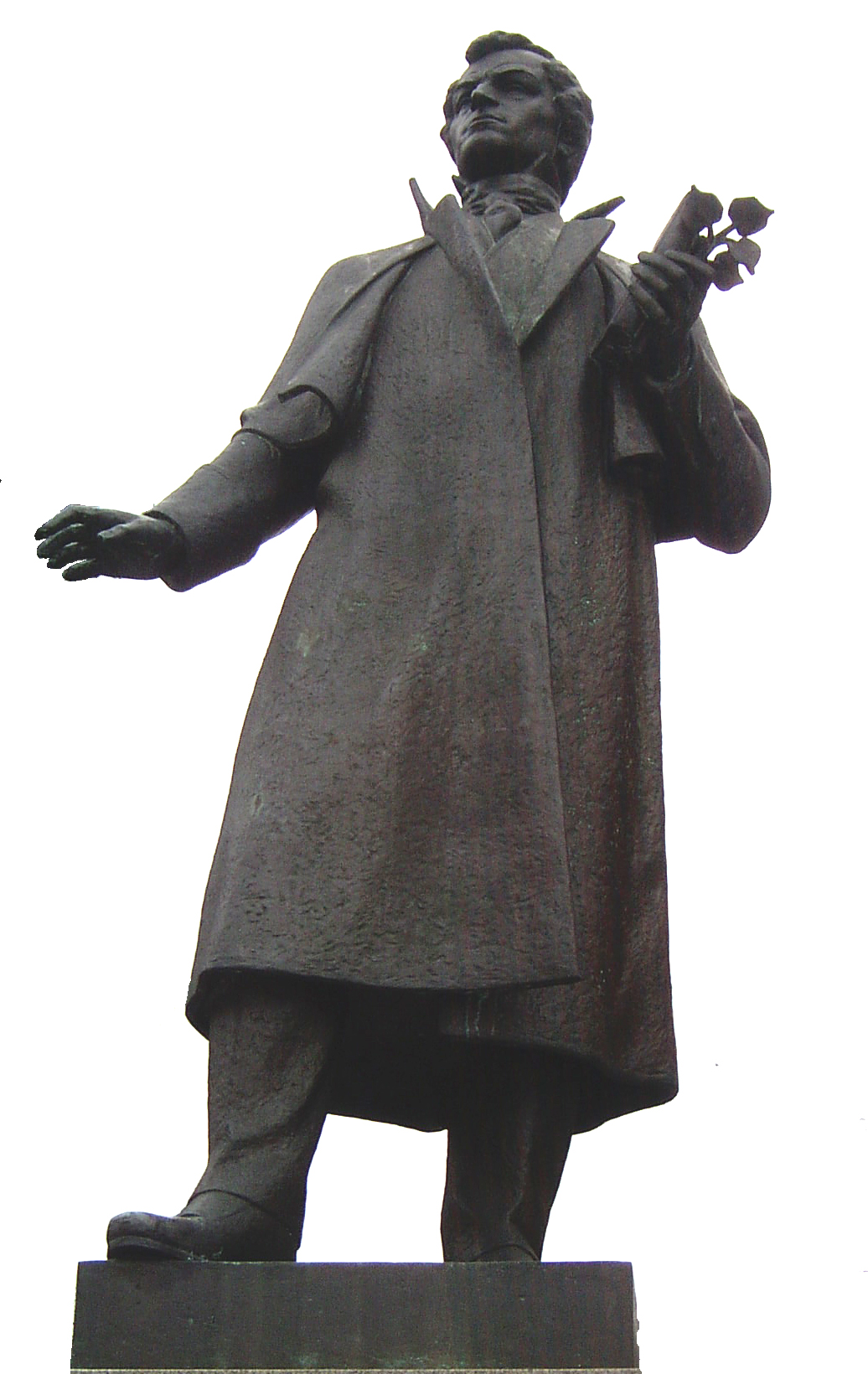
モショヴツェのヤーンコラール像
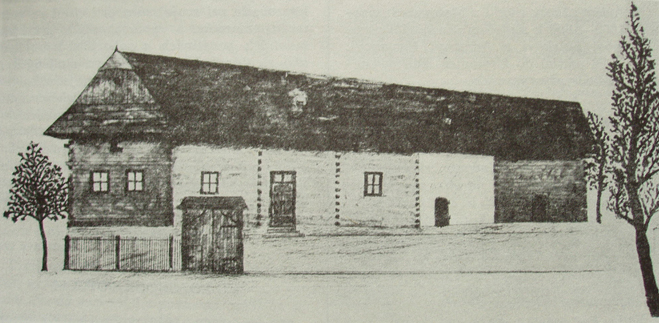
ヤーンコラールの生家
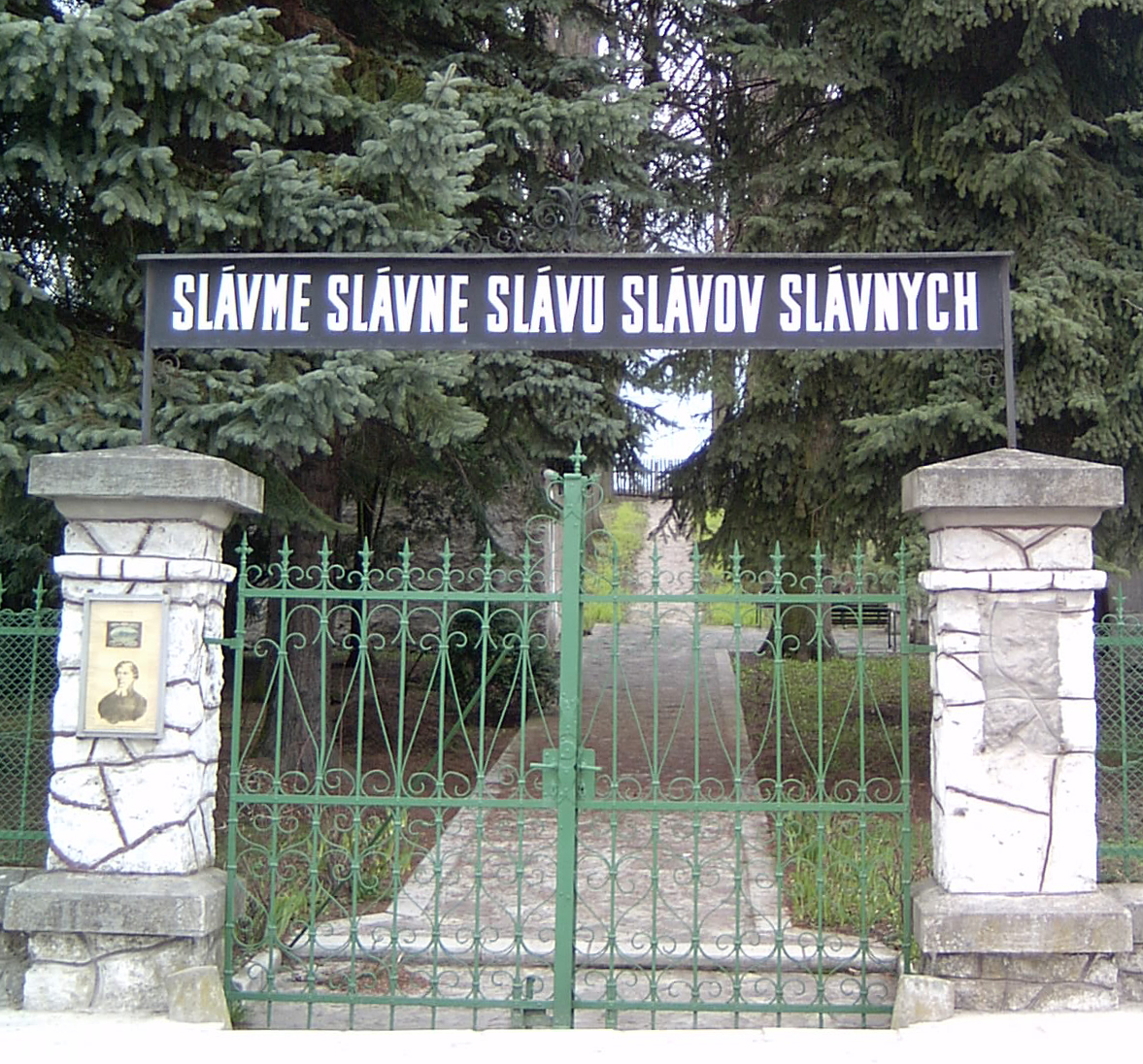
モットー
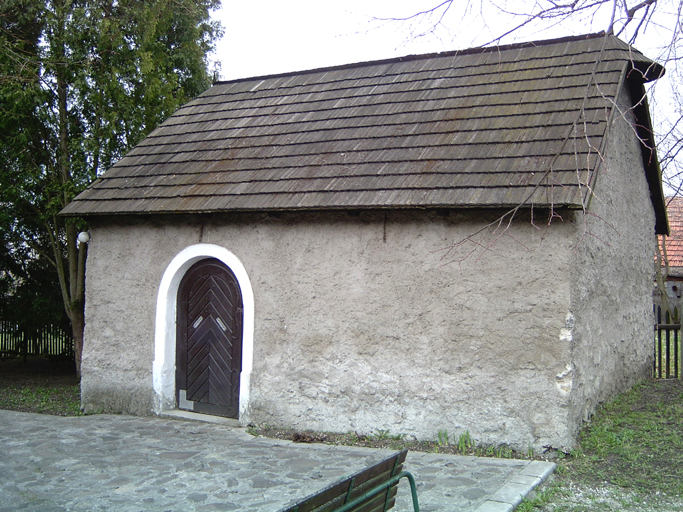
博物館